# Biorezonans
Ten artykuł opisuje teorie, metody lub czynności niezgodne ze współczesną wiedzą medyczną.
Biorezonans, inaczej diagnostyka lub terapia metodą biorezonansu (ang. bioresonance therapy, BRT) – pseudonaukowa, niezgodna z medycyną opartą na faktach, niekonwencjonalna metoda mająca służyć wykrywaniu i leczeniu różnych problemów zdrowotnych, której wartość diagnostyczna jest niepotwierdzona, a skuteczność jest nie większa niż placebo. Starszą wersją tej techniki jest elektroakupunktura, czyli zmodyfikowana wersja akupunktury.
Terapia biorezonansowa została opracowana w 1977 roku i wprowadzona na rynek jako terapia MORA (nazwa pochodzi od twórców – Franza Morella i jego zięcia, inżyniera Ericha Rasche). Metoda ta bazuje na efekcie opisywanym przez Alberta Abramsa, który na początku XX wieku wprowadził na rynek zaprojektowane przez siebie urządzenia, mające służyć diagnozie i leczeniu chorób za pomocą wibracji. Abrams twierdził, że na podstawie próbki krwi jego maszyny są w stanie określić nawet jakiego wyznania jest pacjent. Ze względu na brak dowodów skuteczności metody nie jest ona uznawana przez medycynę naukową. Część maszyn służących diagnozie w terapii biorezonansowej zawiera obwód mierzący rezystancję skórną – czyli aktywność elektrodermalną, działający w sposób podobny do obwodu w urządzeniu E-Meter stosowanego przez scjentologów. Mający związki ze scjentologami Franz Morell twórca biorezonansu zmodyfikował E-Meter z intencją jego rzekomego udoskonalenia.

## Zasada działania
Opisy działania urządzenia są niejasne. Zazwyczaj elektrody połączone z aparaturą są zakładane na skórze pacjenta (lub – jak w przypadku aparatu BICOM – trzymane przez pacjenta). Według producenta urządzenia, poprzez elektrody emitowane jest zmienne pole elektromagnetyczne, mające leczyć pacjenta; komórki w organizmie są obiektami posiadającymi swoją naturalną częstotliwość rezonansową (bio-rezonansową), która zmienia się w zależności od aktualnego stanu pacjenta i może posłużyć do diagnozy. Diagnoza opierająca się na biorezonansie uznawana jest przez współczesną medycynę za bezpodstawną.
Praktykujący tę metodę twierdzą, że za jej pomocą możliwe jest leczenie. Odbywać się to ma poprzez stymulowanie zmian w biorezonansie komórek, co ma powodować odwrócenie zmian wywołanych przez chorobę. Urządzenie musi być w stanie izolować i wskazywać patogenne odpowiedzi pochodzące z sygnałów, otrzymywanych za pomocą elektrod. Przesyłanie zmodyfikowanych sygnałów za pomocą tych samych elektrod ma mieć funkcję leczniczą. Osoby leczące tą techniką utrzymują, że są w stanie diagnozować i leczyć za pomocą biorezonansu wiele chorób bez użycia leków. Podany sposób działania techniki (sygnały patogeniczne jako przeciwieństwo sygnałów zdrowych, często rozróżniane jako harmoniczne i nieharmoniczne) jest podobny do ideologii tradycyjnej medycyny chińskiej, w szczególności akupunktury.

## Diagnoza i leczenie
Przykłady symptomów, chorób i stanów, które rzekomo wykrywane są przez biorezonans:
- poziom energii,
- niedobór witamin,
- wysycenie komórek tlenem,
- zdrowie psychiczne,
- stres,
- aktywność nadnercza,
- zaburzenia hormonalne,
- stan układu odpornościowego.

Przykłady chorób i stanów, w których, pomimo braku przemawiających za tym rzetelnych badań, proponuje się terapeutyczne stosowanie biorezonansu:
- alergie,
- zaburzenia snu,
- bóle chroniczne,
- zespół chronicznego zmęczenia (CFS),
- stres,
- zaburzenia hormonalne,
- choroby psychosomatyczne,
- uzależnienie nikotynowe.

Zostało przeprowadzone studium sprawdzające skuteczność terapii na grupie 20 osób.

## Kontrowersje
Ta metoda terapii budzi liczne kontrowersje. Ze względu na niejasne opisy zasady działania biorezonansu i niezgodności z aktualną evidence-based medicine wiedzą medyczną, teoria próbująca wyjaśnić jego mechanizm została uznana za pseudonaukę. Profesjonalne badania naukowe nie wykazały skuteczności metody większej niż efekt placebo.
Znane są również udowodnione przypadki oszustw z osobami utrzymującymi, że są w stanie wyleczyć zmiany nowotworowe oraz że ich klienci nie potrzebowali chemioterapii lub operacji chirurgicznej usuwającej nowotwór. Ponadto, propagatorzy biorezonansu nierzadko rozpowszechniają fałszywe informacje dotyczące jego rzekomej skuteczności wobec częstych problemów zdrowotnych takich jak nikotynizm, alkoholizm lub alergie.
Nie istnieją dowody na skuteczność terapii biorezonansowej. Urządzenie wykorzystywane w terapii nie jest zdolne do pomiaru fal elektromagnetycznych. Postulowana przez zwolenników biorezonansu jego skuteczność w leczeniu atopowego zapalenia skóry i innych schorzeń alergicznych nie znajduje potwierdzenia w badaniach naukowych.
Ze względu na podobieństwo nazw, biorezonans – będący metodą kontrowersyjną i pseudonaukową – często mylony jest przez osoby nieposiadające wiedzy medycznej z cenioną w medycynie metodą uzyskiwania obrazów wnętrza ciała za pomocą rezonansu magnetycznego, choć są to metody całkowicie niepowiązane ze sobą.